# عبد الله المحض
عبد الله الكامل بن الحسن المثنى بن الحسن السبط بن علي بن أبي طالب الهاشمي القرشي (70 - 145 هـ / 690 - 762 م)، تابعي ومن رواة الحديث، وهو حفيد السبطين من الأب والأم، إضافةً إلى لقبه «الكامل» فإنه يُلقب أيضًا بـ «عبد الله المحض» لأنه كان يشبه جده الرسول صلى الله عليه وسلم في الشخصية والإيمان والمظهر.

## نسبه وعائلته
هو:  عبد الله بن الحسن بن  الحسن بن علي بن أبي طالب بن عبد المطلب بن هاشم بن عبد مناف بن قصي بن كلاب بن مرة بن كعب بن لؤي بن غالب بن فهر بن مالك بن النضر بن كنانة بن خزيمة بن مدركة بن إلياس بن مضر بن نزار بن معد بن عدنان.
أمه:  فاطمة بنت الحسين بن علي بن أبي طالب بن عبد المطلب بن هاشم بن عبد مناف بن قصي بن كلاب بن مرة بن كعب بن لؤي بن غالب بن فهر بن مالك بن النضر بن كنانة بن خزيمة بن مدركة بن إلياس بن مضر بن نزار بن معد بن عدنان.

## إخوته وأخواته
- 1) إبراهيم بن الحسن المثنى بن الحسن السبط،
- 2) الحسن المثلث بن الحسن المثنى بن الحسن السبط (مكرر ثلاث مرات سمي أبيه وجده)
- 3) أم كلثوم بنت الحسن المثنى بن الحسن السبط.
- 3) وزينب بنت الحسن المثنى بن الحسن السبط.
- إخوته من أبيه فقط :
- 4) جعفر بن الحسن المثنى بن الحسن السبط.
- 5) داود بن الحسن المثنى بن الحسن السبط أمهما أم ولد،
- 6) محمد بن الحسن المثنى بن الحسن السبط، أمه بنت سعيد بن زيد بن عمرو بن نفيل العدوي القرشي.

## أولاده
1. محمد الملقب بالنفس الزكية.
2. إبراهيم المعروف ب(قتيل باخمرى).
3. إدريس. وأمه عاتكة بنت عبد الملك بن الحرث المخزومي القرشي.
4. موسى. (ويلقب بالجون).
5. سليمان (وأمه عاتكة بنت عبد الملك بن الحرث المخزومي) القرشي.
6. يحيى المعروف ب(صاحب الديلم).[2]

## نبذة عن شخصيته
يروي أبو الفرج الأصفهاني: وكان عبد الله بن الحسن بن الحسن شيخ بني هاشم، والمقدم فيهم وذا الكثير منهم فضلا، وعلما وكرما.
- حدثني أحمد بن محمد الهمداني قال: حدثنا يحيى بن الحسن قال: حدثنا علي ابن أحمد الباهلي قال: سمعت مصعبا الزبيري يقول: انتهى كل حسن إلى عبد الله بن الحسن وكان يقال: من أحسن الناس؟ فيقال: عبد الله بن الحسن، ويقال: من أفضل الناس؟ فيقال: عبد الله بن الحسن، ويقال: من أقول الناس؟ فيقال: عبد الله بن الحسن.
- وحدثنا الحسن بن علي الخفاف قال: حدثنا مصعب مثله.
- حدثني محمد بن الحسين الاشناني، وحسين بن علي السلولي قالا: حدثنا عباد ابن يعقوب قال: حدثنا تلميذ بن سليمان قال: رأيت عبد الله بن الحسن بن الحسن وسمعته يقول: أنا أقرب الناس من رسول الله صلى الله عليه وآله ولدني رسول الله صلى الله عليه وآله مرتين.
- حدثني أحمد بن سعيد قال: حدثنا يحيى بن الحسن قال: حدثني إسماعيل ابن يعقوب قال: حدثني عبد الله بن موسى قال: أول من اجتمعت له ولادة الحسن والحسين عبد الله بن الحسن بن الحسن.
- حدثني محمد بن الحسين الاشناني، قال: حدثنا عباد بن يعقوب قال: حدثنا بندقة بن محمد بن حجارة الدهان قال: رأيت عبد الله بن الحسن فقلت: هذا والله سيد الناس كان ملبسا نورا من قرنه إلى قدميه.
- حدثني أحمد بن سعيد قال: حدثنا يحيى بن الحسن قال: حدثني عيسى بن عبد الله ابن محمد بن عمر بن علي قال: ولد عبد الله بن الحسن في بيت فاطمة بنت رسول الله صلى الله عليه وآله في المسجد. ». («مقاتل الطالبيين» للأصفهاني).
- «حدثني أحمد بن سعيد قال: حدثنا يحيى بن الحسن قال: حدثني هارون ابن موسى الفروي قال: سمعت محمد بن أيوب الرافعي يقول: كان أهل الشرف وذوا القدر لا ينوطون بعبد الله بن الحسن أحدا.
- وحدثني أبو عبيد محمد بن أحمد الصيرفي قال: حدثنا محمد بن علي بن خلف العطار قال: حدثنا عمرو بن عبد الغفار الفقيمي عن سعيد بن أبان القرشي قال: كنت عند عمر بن عبد العزيز فدخل عليه عبد الله بن الحسن وهو يومئذ شاب في إزار ورداء، فرحب به وأدناه وحياه. وأجلسه إلى جنبه وضاحكه ثم غمز عكنة من عكن بطنه وليس في البيت يومئذ إلا أموي فلما قام قالوا له: ما حملك على غمز بطن هذا الفتى؟ قال: إنى أرجو بها شفاعة محمد صلى الله عليه وآله.
- حدثنا أبو عبيد قال: حدثنا فضل المصري قال: حدثنا القواريري قال: حدثنا يحيى بن سعيد عن سعيد بن ابان مثله.
- حدثني عمر بن عبد الله بن جميل العتكي قال: حدثنا عمر بن شبة قال: حدثني إسماعيل بن جعفر الجعفري قال: حدثني سعيد بن عقبة الجهني قال: إنى لعند عبد الله بن حسن بن حسن إذا أتاني آت فقال: هذا الرجل يدعوك فخرجت فإذا بأبي عدي الأموي الشاعر فقال: اعلم أبا محمد فخرج إليه عبد الله، وابناه وهم خائفون فأمر له عبد الله بأربعمائة دينار وأمر له ابناه بأربعمائة دينار وأمرت له هند بمائتي دينار فخرج من عندهم بألف دينار.
- حدثني أحمد بن سعيد قال: حدثنا يحيى بن الحسن قال: حدثنا أحمد بن عبد الله بن موسى قال: حدثني أبي أن عبد الله بن الحسن كان يصلي على طنفسة في المسجد وأنه خرج فأقامت تلك الطنفسة دهرا لا ترتفع.
- حدثني أحمد بن محمد بن سعيد قال: حدثنا يحيى بن الحسن قال: حدثنا علي بن أحمد الباهلي قال: حدثنا مصعب بن عبد الله قال: سئل مالك عن السدل فقال: رأيت من يرضى بفعله عبد الله بن الحسن يفعله. (وقصد سدل الشعر).
وقال صاحب عمدة الطالب: إنما سمى المحض لأن أباه الحسن بن الحسن وأمه فاطمة بنت الحسين وكان يشبه برسول الله وكان شيخ بني هاشم في زمانه. وقيل له: بما صرتم أفضل الناس؟ قال: لأن الناس كلهم يتمنون أن يكونوا منا ولا نتمنى أن نكون من أحد، وكان قوي النفس شجاعاً وربما قال من الشعر شيئاً فمن شعره:

| بيض غرائر ما هـن بريبة     |  | كظباء مكة صيدهن حــرام |
| يحسبن من لين الكلام زوانيا |  | وصدهن عن الخنا الإسلام |

## خروجه على الخليفة أبي جعفر المنصور العباسي
ولما قدم الخليفة أبو العباس السفاح وأهله سراً على أبي سلمة الخلال الكوفة ستر أمرهم وعزم أن يجعلها شورى بين ولد علي والعباس حتى يختاروا هم من أرادوا ثم قال: أخاف أن يتفقوا. فعزم على أن يعزل بالأمر إلى ولد علي من الحسن والحسين، فكتب إلى ثلاثة نفر، منهم جعفر بن محمد بن علي بن الحسين وعمر بن علي بن الحسين وعبد الله بن الحسن، ووجه بالكتب مع رجل من مواليهم من ساكني الكوفة فبدأ بجعفر بن محمد فلقيه ليلاً وأعلمه أنه رسول أبي سلمة وأن معه كتاباً إليه منه. فقال: وما أنا وأبو سلمة وهو شيعة لغيري؟ فقال الرسول: تقرأ الكتاب وتجيب عليه بما رأيت. فقال جعفر لخادمه: قدم مني السراج. فقدمه فوضع عليه كتاب أبي سلمة فأحرقه، فقال ألا تجيبه؟ فقال: قد رأيت الجواب. فخرج من عنده وأتى عبد الله بن الحسن بن الحسن فقبل كتابه وركب إلى جعفر بن محمد فقال له: «أي أمر جاء بك يا أبا محمد؟ لو أعلمتني لجئتك.» فقال: أمر يجل عن الوصف، قال: وما هو يا أبا محمد؟ قال: هذا كتاب أبي سلمة يدعوني لأمر ويراني أحق الناس به، وقد جاءته شيعتنا من خراسان. فقال له جعفر الصادق ومتى صاروا شيعتك؟ أنت وجهت أبا سلمة إلى خراسان وأمرته بلبس السواد؟ هل تعرف أحدا منهم باسمه ونسبه؟ كيف يكونون من شيعتك وأنت لا تعرفهم ولا يعرفونك؟ فقال: عبد الله أن كان هذا الكلام منك لشيء فقال جعفر: قد علم الله أني أوجب على نفسي النصح لكل مسلم فكيف أدخره عنك؟ فلا تمنين نفسك الأباطيل، فإن هذه الدولة ستتم لهولاء القوم ولا تتم لأحد من آل أبي طالب، وقد جاءني مثل ما جاءك. فانصرف غير راض بما قاله وأما عمر بن علي بن الحسين فرد الكتاب وقال ما أعرف كاتبه فاجيبه، ومات عبد الله المحض في حبس أبي جعفر المنصور الهاشمي القرشي مخنوقاً.

## مقتله في سجن أبي جعفر المنصور العباسي

### في السجن
وحكى الشيخ أبو الفرج الأصفهاني في كتاب (مقاتل الطالبيين): أن بني حسن لما طال مكثهم في حبس المنصور وضعفث أجسامهم كانوا إذا خلوا بأنفسهم نزعوا قيودهم فإذا أحسوا بمن يجيئ إليهم لبسوها، ولم يكن علي العابد بن الحسن المثلث بن الحسن المثنى العلوي يخرج رجله من القيد فقالوا له في ذلك فقال لا أخرج هذا القيد من رجلي حتى ألقى الله عز وجل فأقول: يا رب سل أبا جعفر فيما قيدني ؟. ومن ولد علي العابد بن الحسن المثلث، الحسين بن علي وهو الشهيد صاحب فخ. (انظر موقعة فخ)

### مقتله ومن معه في السجن في يوم عيد الأضحى
وقتل عبد الله بن الحسن في محبسه بالهاشمية وهو ابن خمس وسبعين، في السنة خمس وأربعين ومائة. (نفس المصدر).
وروي أبو الفرج الأصفهاني في كتاب مقاتل الطالبيين عن عمر عن أبي زيد عن عيسى عن عبد الرحمن بن عمران بن أبي فروة قال: كنا جلوساً مع فلان وذكر اسم الذي كان يتولى حبس عبد الله. فإذا برسول قد قدم من عند أبي جعفر المنصور ومعه رقعة فأعطاها ذلك الرجل الذي كان يتولى الحبس لعبد الله وإخوته وبني أخيه، فقرأها وتغير لونه وقام متغير اللون مضطرباً وسقطت الرقعة منه لاضطرابه، فقرأناها فإذا فيها: إذا أتاك كتابي هذا فأنفذ في مذله ما آمرك به وكان المنصور يسمى عبد الله المذلة، وغاب الرجل ساعة ثم جاء متغيراً مضطرباً منكراً فجلس مفكراً لا يتكلم ثم قال: ما تعدون عبد الله بن الحسن فيكم؟ فقلنا هو والله خير من أظلت هذه وأقلت هذه. فضرب أحد يديه على الأخرى وقال : قد والله مات. وتوفي عبد الله وهو ابن خمس وسبعين سنة وكان يتولى صدقات أمير المؤمنين علي بن أبي طالب بعد أبيه الحسن، ونازعه في ذلك زيد بن علي بن الحسين.
.
| سبقه الحسن بن الحسن | عبد الله بن الحسن المثنى | تبعه موسى بن عبد الله الكامل |

## مكان الدفن
الديوانية-إلى الغرب من مدينة الشنافية على بعد 9 كم.